# Dottrina Reagan

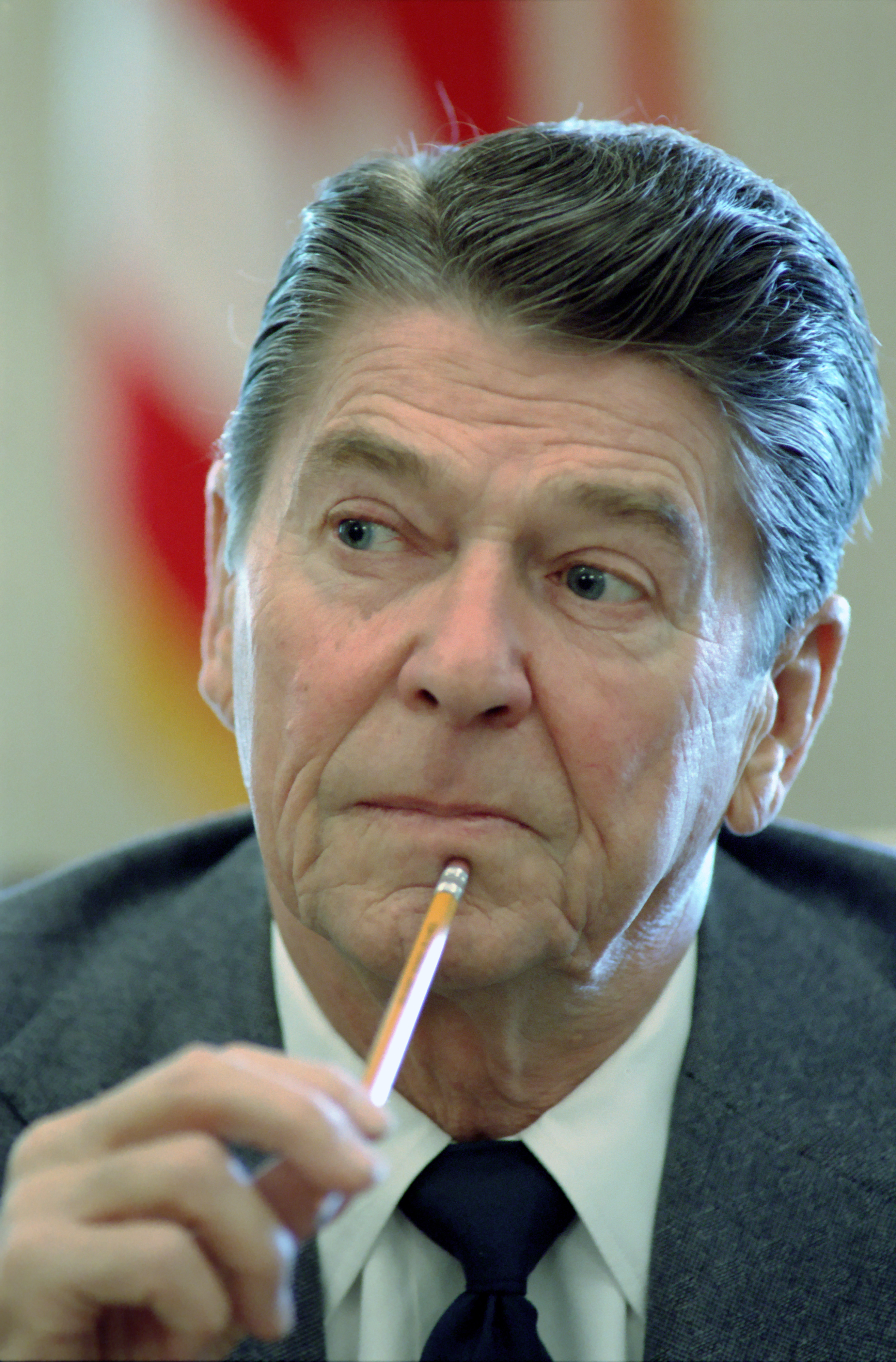
Il presidente USA Ronald Reagan

Con il termine dottrina Reagan si intende la linea d'azione scelta dagli Stati Uniti nei confronti del comunismo, durante il periodo della guerra fredda, dall'allora presidente statunitense Reagan.

## La dottrina
Secondo tale linea di pensiero, passata poi alla storia come dottrina Reagan, gli Stati Uniti avevano il dovere morale di contrastare il comunismo in ogni parte del mondo anche sostenendo quelle popolazioni che stavano combattendo contro i russi in quegli anni, come i mujaheddin afghani.
Secondo Reagan l'Unione Sovietica altro non era che un colosso con la base d'argilla, che mascherava il fatto di esser sull'orlo del fallimento solo attraverso la sua potenza militare, soprattutto di stampo nucleare; un colosso che doveva esser contrastato a viso aperto, con una politica internazionale in parte volta al contenimento del movimento comunista, in parte finalizzata a veri e propri attacchi in specifici settori geopolitici di vitale importanza strategica (come ad esempio in Afghanistan).
Il piano di Reagan, volto alla sconfitta del comunismo, e non al suo semplice contenimento come avevano sostenuto, sulla base delle scelte politico-strategiche adottate nel 1946-1947, le precedenti amministrazioni statunitensi per gran parte della Guerra fredda, si attuò in due fasi: nel primo quadriennio della sua presidenza Reagan (1981-1985) attuò una politica estera molto aggressiva (da ricordare il piano di difesa missilistica spaziale denominato SDI) che portò gli Stati Uniti ad avere una posizione di vantaggio a livello politico e militare, mirando anche a sfiancare finanziariamente il nemico nella rincorsa alle spese militari, nel secondo (1985-1989) cercò invece un piano di distensione col nemico russo, trovando soprattutto nel segretario del partito comunista, Michail Gorbaciov, un disponibile interlocutore.

## Zone di intervento
Con la dottrina Reagan gli Stati Uniti intervennero in numerose occasioni nei confronti della Russia, riuscendo ad aprire delle falle nell'impero sovietico che alla fine lo portarono a crollare su se stesso. Da ricordare sono soprattutto:
- Il sostegno a Lech Wałęsa durante la rivolta del Solidarność in Polonia[3];

- La fornitura di armi (soprattutto missili Stinger) ai mujaheddin afghani per combattere i russi che avevano invaso l'Afghanistan;

- Il sostegno ai contras, gruppi armati nicaraguensi di estrema destra che combattevano contro la dittatura filocomunista di Ortega.